# Карчевский, Станислав
Станислав Карчевский (пол. Stanisław Karczewski; родился 14 ноября 1955, Варшава) — польский политик и государственный деятель, член Сената Польши с 2005 года, маршал Сената Польши IX созыва с 12 ноября 2015 года по 12 ноября 2019 года.

## Биография
Родился 14 ноября 1955 года в Варшаве.
В 1981 году окончил медицинскую академию в Варшаве, по образованию врач-хирург. Работал в госпитале в городе Нове-Място-над-Пилицон.
В 1998—2002 гг. избирался депутатом совета Груецкого повята по спискам движения Избирательная акция Солидарность. С 2002 по 2005 год являлся депутатом сеймика Мазовецкого воеводства.
На парламентских выборах в 2005 году избран депутатом Сената от партии Право и справедливость, в дальнейшем переизбирался на досрочных парламентских выборах в 2007 году и на очередных парламентских выборах в 2011 году. С 9 ноября 2011 года по 12 ноября 2015 года занимал пост вице-маршала Сената.
12 ноября 2015 года избран Маршалом Сената Польши, 12 ноября 2019 года на его место пришёл Томаш Гродзкий.